# Centrul de Afaceri Construdava
Centrul de Afaceri Construdava este o clădire de birouri de clasă A din București, situată în zona rezidențială Băneasa-Pipera.
Este dezvoltată pe 11 nivele, două subsoluri, parter, cinci etaje și trei etaje parțiale.
Clădirea deține un spațiu util destinat închirierilor de aproximativ 13.300 de metri pătrați, dintre care 7.000 de metri pătrați destinat amplasării birourilor.
Clădirea a fost cumpărată în anul 2007 de fondul de investiții DEGI de la compania britanică Charlemagne Capital pentru suma de 26,5 milioane de euro.